# David Watson (Eishockeyspieler)
David Watson (* 30. April 1983) ist ein ehemaliger südafrikanischer Eishockeyspieler, der für verschiedene Klubs aus Johannesburg in der Gauteng Province Ice Hockey League spielte.

## Karriere
David Watson begann seine Karriere bei den Crows. Seit 2002 spielte er bei den Johannisburg Scorpions in der Gauteng Province Ice Hockey League, einer der regionalen Ligen, deren Sieger den südafrikanischen Landesmeistertitel ausspielen. 2014 und 2015 stand er beim Lokalrivalen Johannesburg Wildcats auf dem Eis. Anschließend beendete er seine Karriere.

### International
Watson stand zunächst bei der Europa-Division II der U18-Weltmeisterschaft 2000 für Südafrika auf dem Eis. Es folgten Einsätze bei der U18-Weltmeisterschaft 2001 sowie den U20-Weltmeisterschaften 2001 und 2002 jeweils in der Division III.
Mit der Herren-Nationalmannschaft nahm er an den Welttitelkämpfen der Division II 2004, 2009, 2012, 2014 und 2015 sowie der Division III 2008, 2010, 2011 und 2013, als er zum besten Spieler seiner Mannschaft gekürt wurde, teil.

## Erfolge und Auszeichnungen
- 2002 Aufstieg in die Division II bei der U18-Weltmeisterschaft der Division III
- 2008 Aufstieg in die Division II bei der Weltmeisterschaft der Division III
- 2011 Aufstieg in die Division II, Gruppe B, bei der Weltmeisterschaft der Division III
- 2013 Aufstieg in die Division II, Gruppe B, bei der Weltmeisterschaft der Division III